# Бебутов, Гарегин Владимирович
Гарегин Владимирович Бебутов, арм. Գարեգին Վլադիմիրի Բեբուտով; 11 [24] ноября 1904, Коджори, Тифлисская губерния — 3 ноября 1987, Курган) — советский государственный и партийный деятель, литературовед, журналист.

## Биография
Гарегин Бебутов родился 11 (24) июля 1904 года в безуездном городе Коджоры Тифлисского уезда Тифлисской губернии, ныне пгт Коджори входит в Гардабанский муниципалитет мхаре Квемо-Картли Грузии, армянин. Отец был агрономом, умер в 1918 году, мать — домашняя хозяйка, умерла в 1945 году.
В 1924 году окончил среднюю школу. В течение десяти лет работал в книжном отделе издательства «Закавказская книга», Тбилиси.
В 1934 году был корреспондентом от двух закавказских республик на I Всесоюзном съезде писателей в Москве.
С 1934 года — на различных должностях в Закавказском государственном издательстве, в редакциях газет «На рубеже Востока», «Заря Востока».
В годы Великой Отечественной войны — журналист газеты «Боевые кадры» 28 запасной стрелковой дивизии, лейтенант.
С 1944 года член ВКП(б), c 1952 года — КПСС. Избирался членом ЦК Компартии Армении, секретарем первичной партийной организации издательства «Заря Востока» в Тбилиси.
В 1947 году был направлен Орготделом ЦК ВКП(б) в Ереван редактором республиканской газеты «Коммунист» (на русском языке), где проработал до 1956 года.
В 1951 году избран депутатом Верховного Совета Армянской ССР 3 созыва от Ноемберянского избирательного округа № 230.
С 1956 года работал в Тбилиси в издательстве художественной литературы на должности старшего редактора.
С 1964 года — на пенсии. Позже была назначена персональная пенсия республиканского значения.
В 1969 году вступил в Союз писателей СССР, одновременно — член Союза журналистов СССР.
В сентябре 1983 года переехал с семьей (женой Анастасией Константиновной, урожд. Лаппо-Данилевской, и тёщей Тамарой Николаевной Лавровой) на постоянное жительство в город Курган. С 10 февраля 1984 года на учете в Курганской областной писательской организации.
Гарегин Владимирович Бебутов умер 3 ноября 1987 года. Похоронен на Новом Рябковском кладбище города Кургана Курганской области.
Архив писателя находится в Курганской городской библиотеке им. В. В. Маяковского.

## Творчество

### Сергей Есенин
В 1924 году встречался с Сергеем Есениным в книжном магазине в Тбилиси. Присутствовал на вечере поэзии Сергея Есенина 16 ноября 1924 года. О встречах написал воспоминания «Два эпизода». Опубликовал материалы о пребывании С. А. Есенина в Грузии, о его встречах с известными литераторами. В газете «Вечерний Тбилиси» (11 марта 1959) рассказал о создании С. А. Есениным стихотворения «Шаганэ ты моя, Шаганэ…». В статье «О Сергее Есенине. Четыре эскиза» («Литературная Грузия», Тбилиси, 1968, № 10, с. 90—94) высказал свою версию о прототипе «дальней северянки».

### Лев Толстой
В 1928 году издана брошюра «Л. Н. Толстой и Хаджи Мурат». В ней прокомментировано неопубликованное письмо Льва Толстого. Эта работа получила одобрительный отзыв Н. Н. Гусева, бывшего секретаря Толстого.

### Оноре де Бальзак
В 1933 году Бебутов написал исследовательскую статью о пребывании Бальзака в России (по неопубликованным материалам). Эта статья опубликована в 1934 году в журнале «Звезда».

### Владимир Маяковский
После поездки с Виктором Шкловским на родину Маяковского в село Багдати Бебутов задумал написать книгу об ученических годах Владимира Маяковского. Изучал материалы в архивах Кутаиси, Тбилиси, Москвы, встречался со школьными товарищами поэта, записывал воспоминания современников. В 1946 году опубликовал книгу «Гимназические годы Владимира Маяковского». Со значительными дополнениями она дважды переиздавалась. В дальнейшем добавились материалы московского периода школьной жизни Маяковского, и в 1962 году издана книга «Гимназия».
Для книги «Лицом к лицу с читателем» (1965 год) Бебутов изучал материалы творческих поездок Маяковского по Советскому Союзу и зарубежным странам, и семь тысяч записок, полученных им за все годы от слушателей на литературных вечерах. В 1977 году книга вышла вторым дополненным изданием.

### Владимир Ленин
К столетию со дня рождения В. И. Ленина вышла книга историко-литературных очерков и заметок «Вместе с Лениным».

## Сочинения
На протяжении нескольких десятилетий Гарегином Владимировичем опубликовано более двухсот статей о русской, армянской и грузинской литературе, в том числе — о пребывании Сергея Есенина на Кавказе.
Книги:
- Бебутов, Г. В. Л. Н. Толстой и Хаджи Мурат. Неопубликованное письмо Л.Н. Толстого / Рец.: Н. Пиксанов. — Эривань: Гермес, 1928. — С. 31.[6]
- Бебутов, Г. В. Искусство Армении: Краткий библиографический указатель. — М.; Л: Искусство, 1939. — 64 с. — 2000 экз.[7]
- Бебутов, Г. В. Гимназические годы Владимира Маяковского. — Тбилиси: Заря Востока, 1946. — 82 с. — 10 000 экз.[8]
- Бебутов, Г. В. Ученические годы Владимира Маяковского: (Кутаис. гимназия): художественная литература. — Тбилиси: Заря Востока, 1955. — 148 с. — 10 000 экз.[9]
- Бебутов, Г. В. Гимназия: Ученические годы Владимира Маяковского. — Тбилиси: Заря Востока, 1962. — 215 с. — 40 000 экз.[10][11]
- Бебутов, Г. В. Лицом к лицу с читателем: о Маяковском. — Тбилиси: Литература да хеловнеба, 1965. — 98 с. — 20 000 экз.[12][13]
- Бебутов, Г. В. Вместе с Лениным. Тбилиси, издательство «Мерани», 1970
- Бебутов, Г. В. Отражения: воспоминания. Статьи. — Тбилиси: Мерани, 1973. — 175 с. — 30 000 экз.[14]
- Бебутов, Г. В. Гимназия; Лицом к лицу: о Маяковском. — Тбилиси: Мерани, 1977. — 296 с. — 20 000 экз.[15][16]
- Бебутов, Г. В. Без срока давности: статьи и очерки. — Тбилиси: Мерани, 1979. — 200 с. — 20 000 экз.[17]
- Бебутов, Г. В. Маяковский встречает век двадцать первый: статьи, воспоминания. — Тбилиси: Мерани, 1984. — 120 с. — 20 000 экз.[18][19].

По заданию издательства в разные годы составил тематические сборники:
- Маяковский в Грузии: Сборник материалов / Сост. Г. В. Бебутов и Б. И. Корнеев; Ред. А. С. Татаришвили. — Тбилиси: Заря Востока, 1936. — 199 с.[20]
- О Маяковском. Дни и встречи: (сборник) / сост. Г. В. Бебутов. — Тбилиси: Литература и искусство, 1963. — 240 с. — 5000 экз.[21]
- Деятели русской культуры о Шота Руставели : (сборник материалов) / сост. Г. В. Бебутов. — Тбилиси: Литература де хеловнеба, 1966. — 320 с. — 3000 экз.[22]
- Летопись дружбы грузинского и русского народов с древних времен до наших дней: худож. произведения, документы, письма, мемуары, статьи / ред. И. Абашидзе, сост. Г. В. Бебутов. — 2-е доп. изд.. — Тбилиси: Литература да хеловнеба, 1967. — 646 с. — 3000 экз.[23]
- Грузинские страницы Ленинианы / сост. Бебутов Г. В., Жвания Г.К., Каландадзе Л.Г.. — Тбилиси: Мерани, 1970. — 606 с. — 3000 экз.[24]
- Перед вами, багдадские небеса: Воспоминания. Посвящения / Сост. Г. В. Бебутов. — Тбилиси: Мерани, 1973. — 317 с. — 5000 экз.[25]
- Сергей Есенин в Грузии. «Товарищи по чувствам, по перу…» / сост. и ред. Г. В. Бебутов. — Тбилиси: Мерани, 1986. — 161 с. — 10 000 экз.[26]
- «Дорогами дружбы»

## Награды
- Медаль «За оборону Кавказа», Акт № 680 от 5 июня 1945 года, 28-я запасная стрелковая дивизия[27][28]
- Медаль «За победу над Германией в Великой Отечественной войне 1941—1945 гг.»
- Медаль «Ветеран труда», 1980 год
- Грамота Северо-Кавказского военного округа за участие в окружном смотре красноармейской печати
- Почетная грамота Тбилисского городского комитета Компартии Грузии от 20 августа 1971 года за пропагандистскую работу.

## Семья
Жена Бебутова Анастасиея Константиновна (1925—1992, Курган)
Сын Бебутов Владимир Гарегинович (3 августа 1948 — 8 апреля 2011, Курган)